# Roger Caillois
Roger Caillois (Reims, 3 maart 1913 - Le Kremlin-Bicêtre, 21 december 1978) was een Frans schrijver, socioloog, filosoof en literatuurcriticus. Hij liet het Franse publiek na de Tweede Wereldoorlog kennismaken met de Latijns-Amerikaanse literatuur. Caillois was lid van de Académie française.

## Levensloop
Caillois groeide op in Reims waar hij tegenover de surrealistische dichter Roger Gilbert-Lecomte woonde. Zijn eerste literaire teksten die dateren uit zijn jeugd liet hij nalezen door Gilbert-Lecomte en door René Daumal die beiden meewerkten aan het Reimse surrealistische literaire tijdschrift Le Grand Jeu.
In 1929 voltooide Caillois zijn middelbare studies aan het Lycée Louis-le-Grand te Parijs waar hij het voorbereidende jaar op hogere studies had gevolgd. Daarna ging hij naar de École normale supérieure waar hij grammatica studeerde. In die periode kwam Caillois in contact met de surrealist André Breton en sloot hij vriendschap met Salvador Dalí, Paul Éluard en Max Ernst. Daarna studeerde Callois nog aan de École pratique des hautes études en kwam er in contact met filosofen als Georges Dumézil, Alexandre Kojève en Marcel Mauss.
Caillois brak met het surrealisme in 1935 door een open brief aan André Breton te publiceren en werd daarna geïnspireerd door de nieuwe golf van rationalisme, het structuralisme zoals het door Gaston Bachelard werd gebezigd. Samen met Georges Bataille en Michel Leiris was Caillois in 1936 medestichter van het Collège de sociologie dat zich ging focussen op de godsdienstsociologie. 
De jaren voor de Tweede Wereldoorlog vocht Caillois tegen het opkomende fascisme. In 1938 ontmoette hij de Argentijnse letterkundige Victoria Ocampo die hem in 1939 uitnodigde naar Buenos Aires om de dreigende oorlog te ontvluchten. In de Argentijnse hoofdstad leidde hij het Institut français en lanceerde er het tijdschrift Les Lettres françaises waaraan ook zijn vrouw Yvette, die hem in 1940 gevolgd was naar Argentinië, meewerkte. Tijdens de oorlog vocht hij tegen de verspreiding van het nazisme in Latijns-Amerika. In 1945 keerde Caillois terug naar Frankrijk en korte tijd later volgde de echtscheiding.
Bij Gallimard verzorgde Caillois de verzameling La Croix du Sud, een verzameling over Latijns-Amerikaanse literatuur dat onder meer werken van Pablo Neruda, Miguel Ángel Asturias, Alejo Carpentier en Jorge Luis Borges bevatte. Van deze laatste auteur vertaalde Caillois een aantal werken naar het Frans.
In 1948 werd Caillois benoemd tot hoge functionaris bij de UNESCO waar hij zich bezighield met culturele ontwikkeling waardoor hij veel diende te reizen. In 1953 richtte hij het internationale tijdschrift voor filosofie en humane wetenschappen Diogenes op dat onder de vleugels van de UNESCO werd uitgegeven. In 1957 huwde Caillois met een Tsjecho-Slowaakse die hij bij de UNESCO had ontmoet.
Caillois werd in 1971 verkozen tot lid van de Académie française. Hij stierf in 1978 op 65-jarige leeftijd en werd begraven op de Cimetière du Montparnasse.

## Werk
Caillois schreef naast enkele romans vooral essays over allerlei onderwerpen.
- 1939 : L'Homme et le Sacré
- 1942 : Puissances du roman
- 1944 : La Communion des forts : études sociologiques
- 1945 : Les Impostures de la poésie
- 1946 : 
  - Le Rocher de Sisyphe
  - Vocabulaire esthétique
- 1948 : Babel, orgueil, confusion et ruine de la littérature
- 1951 : Quatre Essais de sociologie contemporaine
- 1956 : L'Incertitude qui vient des rêves
- 1957 : Les Jeux et les Hommes
- 1958 : 
  - Art poétique. Commentaires. Préface aux poésies. L'Énigme et l'Image ; gevolgd door de vertaling van de Vajasameyi Samhita (XXIII, 45-62) door Louis Renou, van de Heidreksmal en de Sonatorrek, door Pierre Renauld
  - Les Jeux et les hommes : le masque et le vertige
- 1960 : Méduse et Cie
- 1961 : Ponce Pilate, verhaal
- 1962 : Esthétique généralisée
- 1963 : 
  - Bellone ou la pente de la guerre
  - Le Mimétisme animal
- 1964 : Instincts et société, essais de sociologie contemporaine
- 1965 : Au cœur du fantastique
- 1966 : Pierres
- 1970 : L'Écriture des pierres
- 1973 : 
  - La Dissymétrie
  - La Pieuvre : essai sur la logique de l'imaginaire
- 1977 : Mise au net, vertaling van gedichten van Octavio Paz (Pasado en claro, 1975) ; met medewerking van de auteur en van Yvette Cottier
- 1978 :
  - Approches de la poésie : les impostures de la poésie, aventure de la poésie moderne, art poétique, reconnaissance à Saint-John Perse, résumé sur la poésie, ouverture
  - Le Champ des signes : récurrences dérobées, aperçu sur l'unité et la continuité du monde physique, intellectuel et imaginaire, ou premiers éléments d'une poétique généralisée
  - Le Fleuve Alphée, autobiografie
- 1979 : Approches de l'imaginaire
- 1991 : Les Démons de midi (uit een proefschrift uit 1936)
- 2007 : Images du labyrinthe
- 2009 : Jorge Luis Borges